# Auf dem Kriegspfad (1950)
Auf dem Kriegspfad ist ein US-amerikanischer Western aus dem Jahr 1950 von Lew Landers.

## Handlung
Nach einem Indianerüberfall auf einen Siedlertreck veranlasst Colonel Pollard eine Anhörung in seinem Büro. Er ist überzeugt, dass es einen Spion im Treck gibt, woraufhin der Siedler Simms den Indianerscout Red Hawk beschuldigt. Dessen Partner Davy Crockett, Neffe des berühmten Kriegshelden, erzählt den Versammelten über die Vorkommnisse.
Davy und Red Hawk führen den Siedlertreck, begleitet von einer Militäreskorte, durch die einsame Gegend. Sie erhalten Hinweise auf einen bevorstehenden Indianerüberfall. Sie finden einen allein fahrenden Planwagen und lernen Francis Oatman kennen, die den taubstummen Ben als Fahrer angestellt hat. Davy lädt Francis ein, mit dem Siedlertreck weiter zu reisen.
Die Hinweise auf einen Aufstand der Indianer verdichten sich, Red Hawk warnt den Kommandanten der Begleittruppe, Captain Weightman, vor einem Angriff. Weightman verfügt mit Lone Eagle selber über einen Spion und wird von diesem beruhigt, da von einem Angriff keine Rede sein kann. In der Zwischenzeit beobachtet Red Hawk die ihm verdächtige Francis und findet heraus, dass sie eine Missionsschule für Indianerkinder gründen will. Davy bekommt ein Gespräch zwischen einem indianischen Helfer und Ben mit, was ihn zur Überzeugung bringt, dass Francis über Ben gelogen hat.
Am nächsten Morgen bricht der Treck, geführt von Davy und Red Hawk, auf. Davy ändert die Route und gibt auch nicht bekannt, welcher von zwei möglichen Gebirgspässen überquert werden soll. Davy entscheidet sich schließlich für den südlichen Pass und beauftragt Red Hawk, jeden zu verfolgen, der sich wegschleichen will. In der Nacht erwischt Davy Ben, der sich als Lone Eagles Spion entpuppt. Red Hawk folgt Francis, die sich weggeschlichen hat, um Lone Eagle, der sich als ihr Vater herausstellt, zu warnen. Lone Eagle will den Treck angreifen und alle töten, auch die Frauen und Kinder, was wiederum Francis dazu bringt, Davy und Red Hawk zu warnen. Die beiden Scouts misstrauen der Frau, jedoch erhalten sie weitere Nachrichten vom bevorstehenden Angriff.
Der Treck nähert sich dem Pass, wobei die Kavallerie voran reitet. Mit einer Sprengung lösen die Indianer eine Steinlawine aus, die die Soldaten von den Siedlern trennt. Davy kann einen Weg durch das Geröllfeld freisprengen, so dass die Kavallerie den angegriffenen Siedlern zur Hilfe kommen und die Indianer besiegen kann.
Im Fort entscheidet Pollard, alle Anklagen gegen Francis fallenzulassen und sie als Lehrerin einzustellen.

## Produktion
Gedreht wurde der Film auf der Iverson Ranch in Chatsworth sowie im Red Rock Canyon State Park.
Im Film wurden Aufnahmen aus dem 1940 entstandenen Rote Teufel um Kit Carson neu verwendet.

## Stab und Besetzung
Rudolph Sternad und Martin Obzina waren die Filmarchitekten, Howard Bristol und Clarence Steensen die Szenenbildner, Buddy Myers der Toningenieur.
In einer kleinen nicht im Abspann erwähnten Nebenrolle trat Iron Eyes Cody auf.
Die deutsche Synchronfassung entstand durch die Berliner Synchron GmbH Wenzel Lüdecke, München.

## Veröffentlichung
Die Premiere des Films fand am 6. Januar 1950 statt. In der Bundesrepublik Deutschland kam er am 19. Dezember 1952 in die Kinos, in Österreich im Januar 1953.

## Kritiken
Das Lexikon des internationalen Films schrieb: „Kleiner Action-Western voller Klischees.“